# Babsk (kolonia w województwie lubelskim)
Babsk – kolonia w Polsce, położona w województwie lubelskim, w powiecie włodawskim, w gminie Urszulin.
W latach 1975–1998 miejscowość administracyjnie należała do województwa chełmskiego.